# Ebba Ahlmark-Hughes

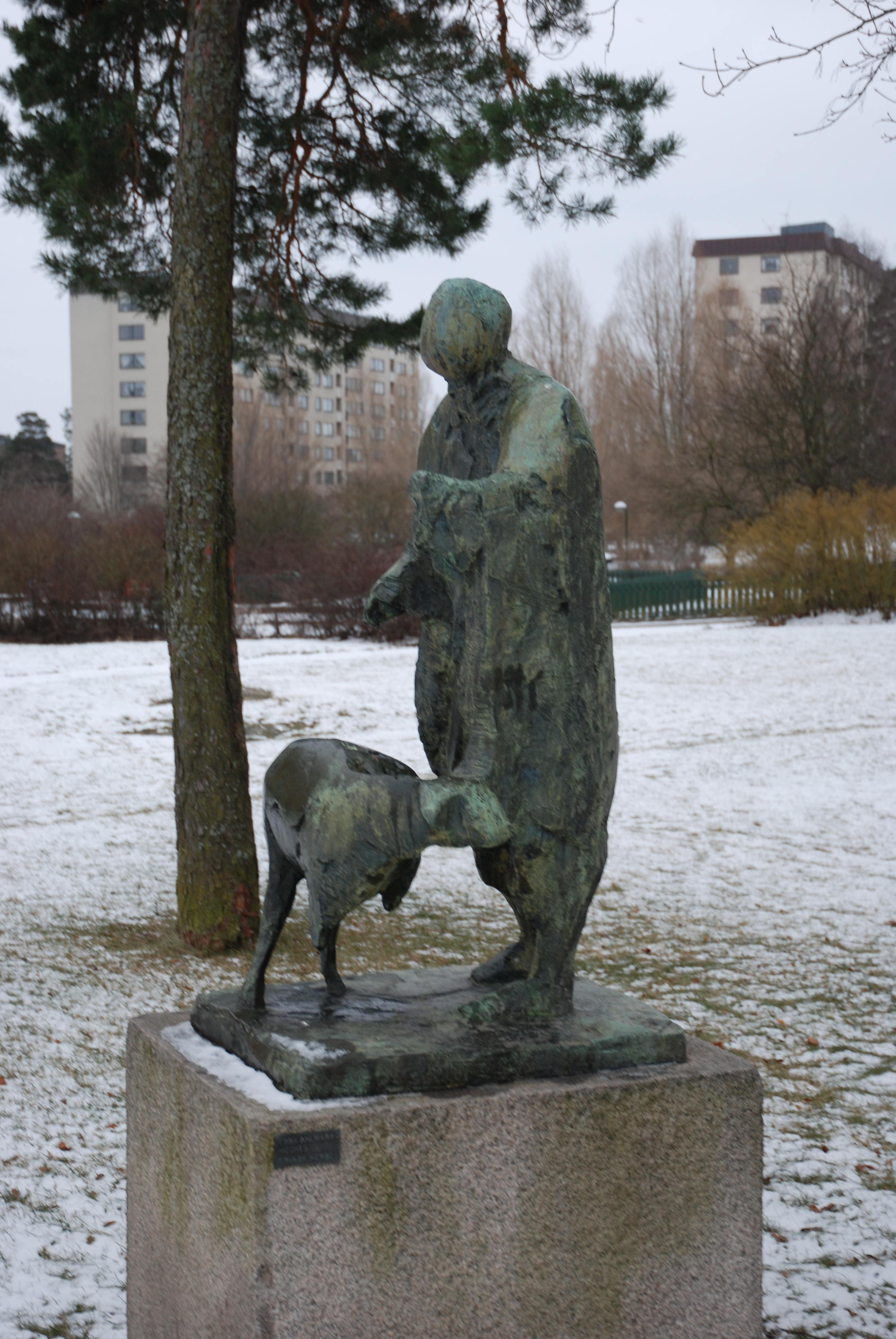
Herde med får, Bredäng i Stockholm

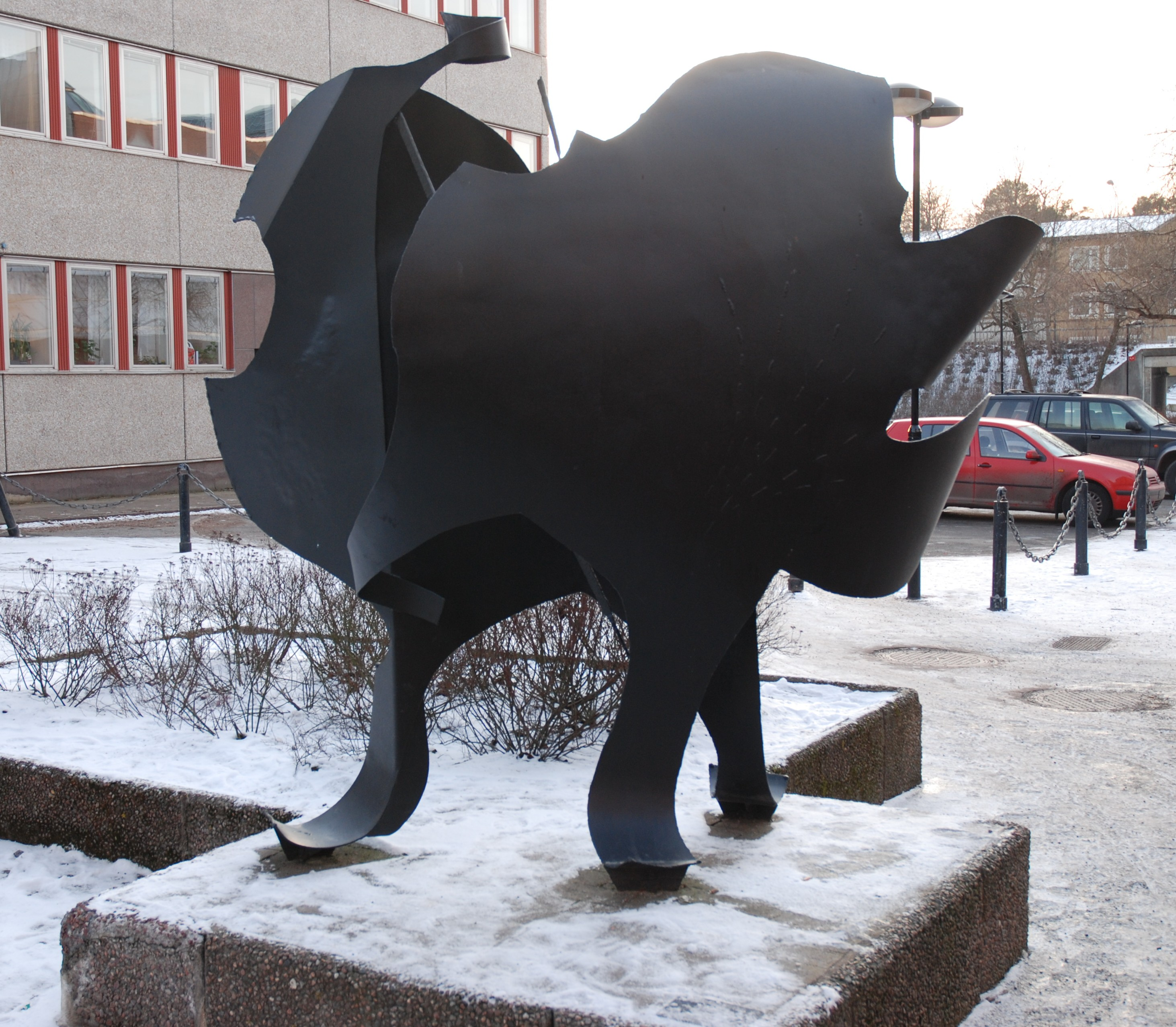
Musikalisk rörelse i Skärholmen i Stockholm

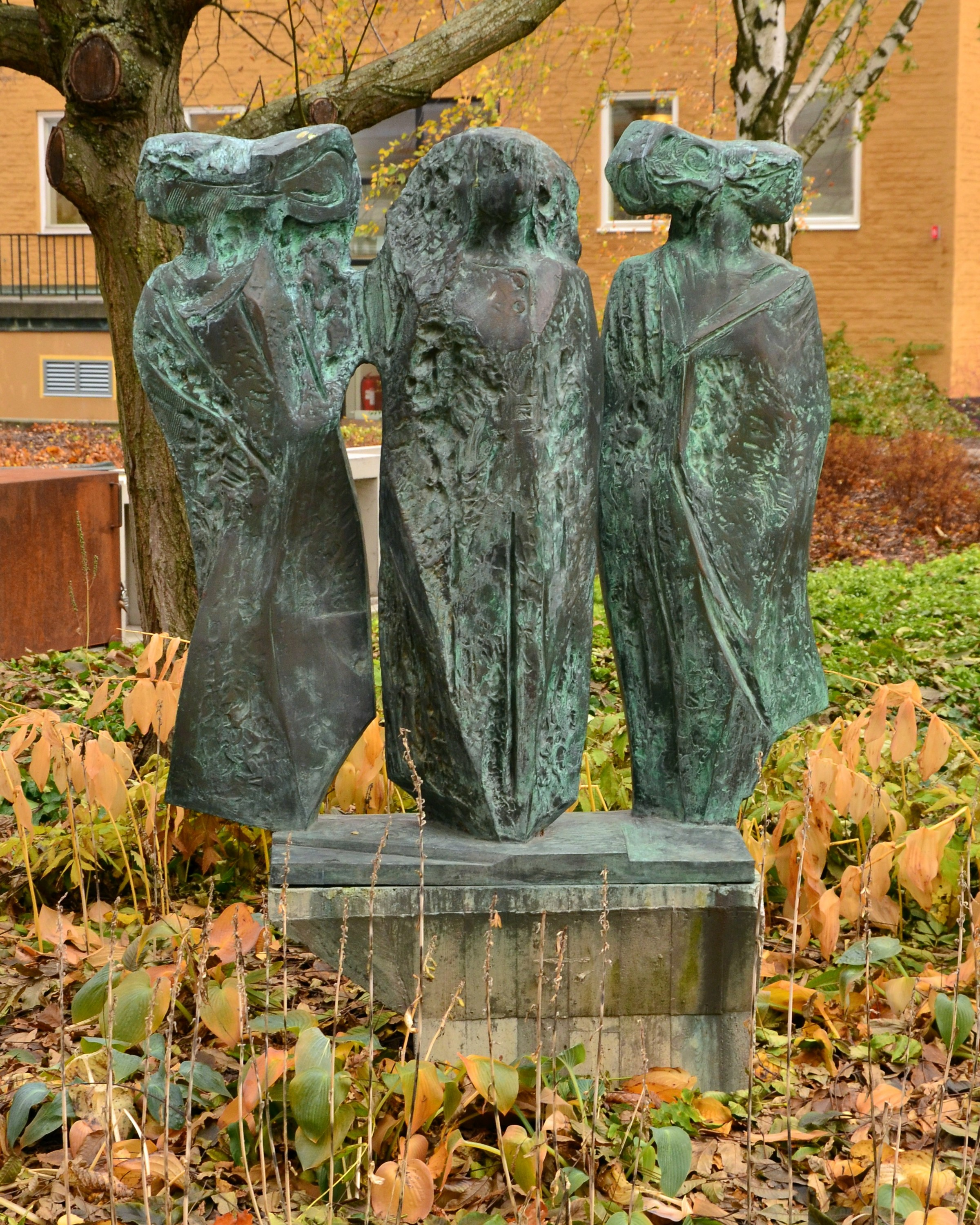
Framtid Nutid Förflutet i Stockholm

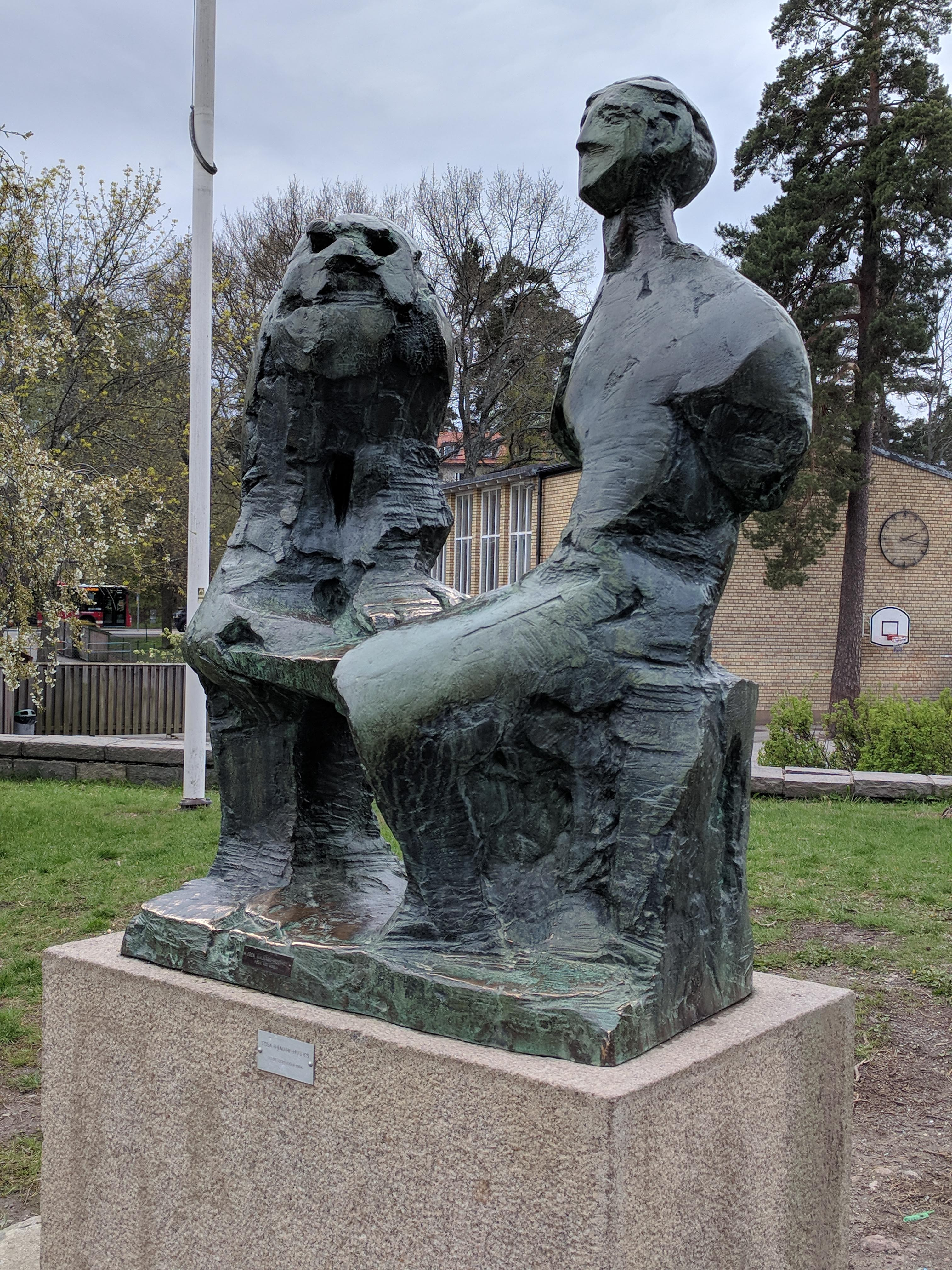
Pojke med uggla i Solna

Ebba Marina Ahlmark-Hughes, född 12 oktober 1929 i Karlstad, död 23 november 2022 i Stockholm, var en svensk skulptör, målare och konsthantverkare.
Ebba Ahlmark-Hughes utbildade sig vid Konstindustriella skolan 1946–1951, Konsthögskolan i Stockholm 1952–1957, Accademia di Belle Arti i Carrara och Académie de la Grande Chaumière i Paris.
Hon arbetade ofta med stiliserade figurer i rörelse, med betoning på form, och finns representerad vid Moderna Museet i Stockholm.
Ahlmark-Hughes är gravsatt på Västra kyrkogården i Karlstad.

## Offentliga verk i urval
- Pojke med uggla (1964), Bergshamraskolan, Bergshamra skola, Solna
- Kvinna med handspegel (1965, 1967), brons, Karlavägen i Stockholm
- Herde med får, brons, Gröna Stugans väg i Bredäng i Stockholm
- Herde med får, brons, S:t Eriks sjukhus i Stockholm
- Aurora, fontängrupp i brons, Årsta sjukhem i Årsta i Stockholm
- Viloboken (1968), brons, kvarteret Boken i Olofström
- Musikalisk rörelse (1981), stål, Bodholmsgången, utanför Simhallen i Skärholmen i Stockholm
- Ungdom (1971),  brons, Brinellskolan i Fagersta
- Man med packåsna eller Till marknaden, brons, Sofia skolgård, Stockholm
- Skulpturalt lekplank, trä, landstinget i Stockholm
- Framtid, Nutid, Förflutet, brons, 1990, framför E-byggnaden på Kungliga Tekniska högskolan i Stockholm
- Sländan, Fåglarna, Näckrosen, brons, Kungliga Tekniska högskolan i Stockholm
- Till torgs med vattenkruka, brons, Eklunden i Vällingby i Stockholm
- Ringblomman, brons, Ringvägen/Gräsgatan i Stockholm